# Fraimbois
Fraimbois är en kommun i departementet Meurthe-et-Moselle i regionen Grand Est (tidigare regionen Lorraine) i nordöstra Frankrike. Kommunen ligger i kantonen Gerbéviller som tillhör arrondissementet Lunéville. År 2022 hade Fraimbois 363 invånare.

## Befolkningsutveckling
Antalet invånare i kommunen Fraimbois
| Referens: INSEE |